# Sytyta
Sytyta – osada wsi Krzywowierzba w Polsce położona w województwie lubelskim, w powiecie włodawskim, w gminie Wyryki.
W latach 1975–1998 miejscowość administracyjnie należała do województwa chełmskiego.